# Borgo Allegri
Borgo Allegri è una strada che si trova a Firenze, tra via San Giuseppe (canto del Ramerino) e piazza dei Ciompi. È così chiamata dal nome di una famiglia che vi aveva le sue case, fuori del secondo cerchio delle mura.

## Storia

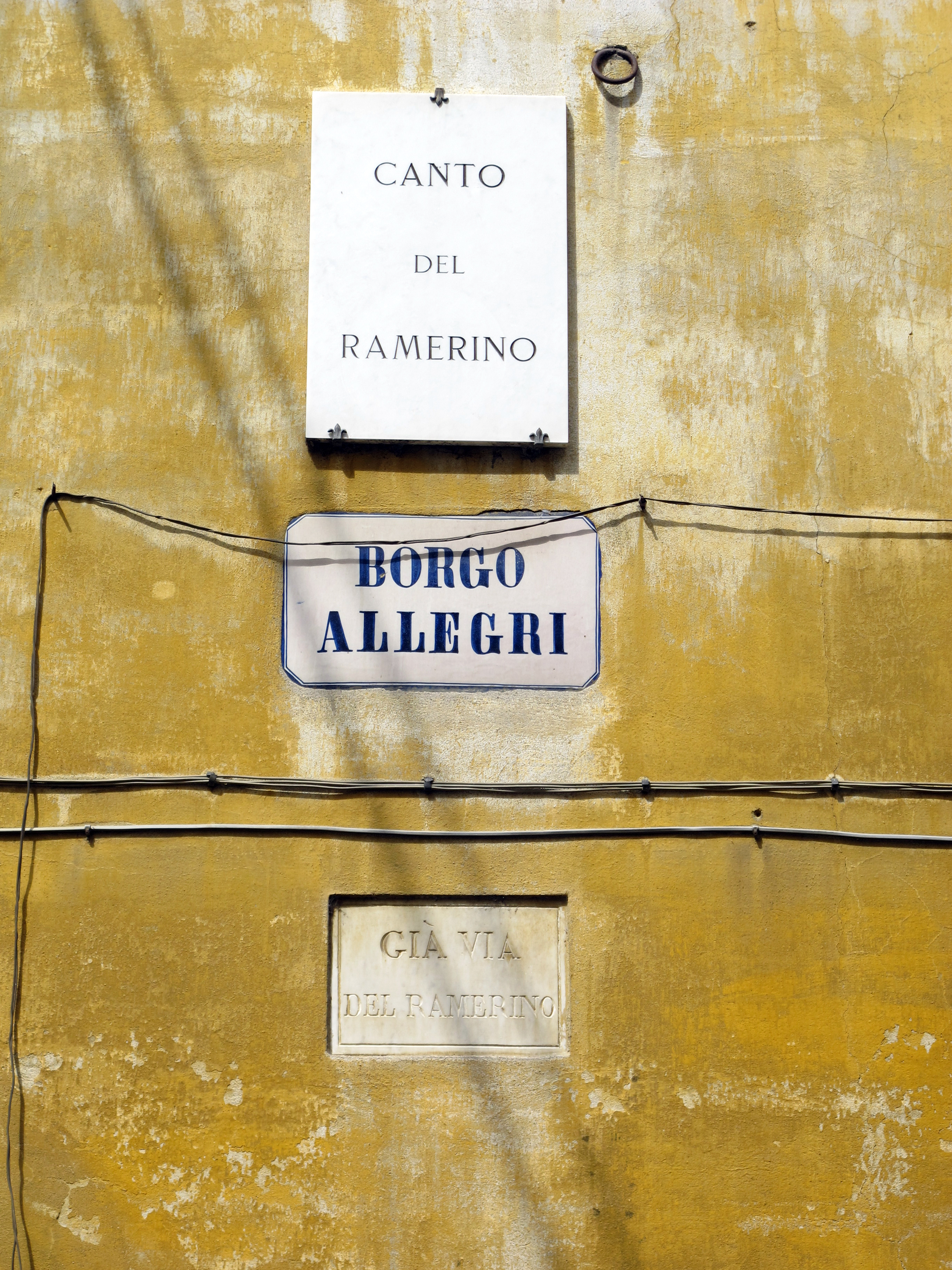
Borgo Allegri, già via del Ramerino

### Origine del nome
Il nome di "borgo" veniva dato a strade affiancate da edifici che uscivano dalle mura del XII secolo. Borgo Allegri però, non si dipartiva direttamente da una porta, ma era una direttrice parallela alle mura, raggiungibile poco oltre la Porta San Piero (situata vicino a piazza San Pierino).
Molto probabile è che il titolo della strada sia legato alla famiglia Allegri, inurbata in Firenze da San Cresci in Mugello e foriera di quattro priori per la Repubblica di Firenze, tra il 1348 e il 1529. Tra i suoi esponenti principali ci fu Domenico Allegri, che fu oppositore di Cosimo il Vecchio, per cui venne esiliato assieme a Rinaldo degli Albizi. Suo figlio Pellegrino, finito a Correggio, fu padre di Antonio Allegri, il celebre pittore noto poi come il Correggio. Una casa con stemma Allegri si trova poco lontano, in via dell'Agnolo 58.
Una tradizione vuole che il nome della strada derivi dalla grande "allegria" del popolo fiorentino per la visita che il re Carlo d'Angiò fece allo studio di Cimabue, mentre il grande artista stava dipingendo la Madonna Rucellai (opera che oggi viene invece riferita quasi certamente a Duccio di Buoninsegna). Si tratta di una tradizione popolare non confermabile, riportata per la prima volta dal Vasari nelle Vite, introducendola con un prudente "dicesi". Tale episodio venne ripreso in epoca romantica e fu oggetto, ad esempio, di un noto dipinto di Frederic Leighton. In Borgo Allegri aveva comunque per davvero la sua bottega il famoso pittore e maestro di Giotto, inoltre qui lavorarono in seguito anche i fratelli Bernardo e Antonio Rossellino e Lorenzo Ghiberti e, avendo comprato l'intera palazzina nel 1812, il pittore milanese Luigi Ademollo. A questa leggenda fa anche riferimento Vasco Pratolini nel primo capitolo del romanzo Il quartiere (1944), in cui descrive l'intero quartiere di Santa Croce.
Tuttavia la leggenda vasariana poteva anche essere suggestionata dal contrasto col nome della vicina via dei Malcontenti (la via percorsa dai condannati diretti alle forche), tanto più se si considera che con questo nome si indicava anticamente anche via San Giuseppe, dove borgo Allegri sbuca.

### Antiche denominazioni dei vari tratti
La strada in antico era divisa in vari tratti con altrettanti nomi. Da via San Giuseppe a via Ghibellina era chiamata "via della Stufa di Santa Croce", con riferimento a un bagno pubblico ("stufa") dove i poveri si potevano lavare con acqua calda; l'angolo con via San Giuseppe si chiamava via del Ramerino (il "rosmarino"), e successivamente il nome di "via del Ramerino" fu esteso a tutto questo tratto, con riferimento ai numerosi orti e giardini che si trovavano nella zona e che ispirarono altri nomi di strade nei paraggi (via del Fico, via dell'Ulivo, via della Rosa, ecc.). 
Il secondo tratto, fino a via dell'Agnolo, si chiamava infatti "via della Salvia". 
Il nome di "borgo Allegri" era dato solo all'ultimo tratto, quello che oggi fa parte di piazza dei Ciompi, ricavata demolendo un isolato con lavori iniziati nel 1936. In tale isolato si trovava, segnalata da una targa al n.83, la casa di Cimabue, dove la tradizione voleva formatosi anche il giovane Giotto, mentre resta ancora oggi, situata però ormai sulla piazza, la casa di Lorenzo Ghiberti.

## Descrizione
Si innestano sul tracciato della strada via Ghibellina e via dell'Agnolo.

### Edifici
| Img | N°    | Nome                                    | Descrizione |
| --- | ----- | --------------------------------------- | --- |
|     | s.n.  | Casa di Maria Anna Lapini               | L'edificio, con ingresso su via San Giuseppe 40, è ricordato nello stradario di Bargellini e Guarnieri solo perché qui, come testimonia la lapide posta sulla facciata, nacque nel 1809 Maria Anna Lapini, la fondatrice della congregazione, nella regola francescana, delle Suore Stimmatine. La casa, nonostante la semplicità, conserva un bel portone cinquecentesco incorniciato da bozze di pietra; sulla rosta sono le iniziali G.G. |
|     | 6     | Casa                                    | Una casa a schiera di due assi di finestre ben distanziate attualmente su quattro piani, presenta sopra il portalino un piccolo stemmao, fornito di cartiglio inferiore, di difficile lettura anche perché coperto da vernice: forse contiene un delfino con la coda attorcigliata. |
|     | 9     | Casa della compagnia di Gesù Pellegrino | La casa presenta un prospetto di quattro piani per tre assi, frutto della riconfigurazione ottocentesca di un più antico edificio, o forse di due, poi unificati. Al terreno è un pietrino di forma ovale che, per quanto abraso, è facilmente accostabile ad altri noti e utilizzati come contrassegno delle proprietà immobiliari da parte della compagnia di Gesù Pellegrino: vi è infatti scolpita a bassorilievo la figura di Gesù in abito da pellegrino, che cammina appoggiandosi a un bordone. Il largo bordo che funge da cornice doveva essere un tempo (come documentano altri esemplari) accompagnato da un'iscrizione. Inferiormente il numero arabo 33 è da interpretare come numero d'ordine dell'immobile all'interno dell'elenco delle proprietà. |
|     | 11    | Casa                                    | Come gli altri edifici di questo tratto ha un carattere prettamente popolare, ingentilito però da un portalino ad arco decorato da un rilievo, forse rappresentante una foglia o un libro aperto. |
|     | 14    | Palazzina                               | L'edificio si distingue per una certa mole rispetto a quelli circostanti e per la presenza, all'altezza del primo piano, di un piccolo tabernacolo robbiano con la Madonna col Bambino. |
|     | 15    | Casa                                    | Una semplice casa di edilizia popolare mostra all'altezza del primo piano uno stemma molto consunto, purtroppo mortificato anche dalla sovrapposizione di cavi elettrici. |
|     | 16    | Casa                                    | La casa, affacciata sul giardino di Borgo Allegri, ha un pietrino frammentario delle monache di San Francesco de' Macci collocato in posizione anomala, in alto e oltre la cantonata. Quasi certamente vi è stato rimontato in seguito a lavori di ristrutturazione della facciata. |
|     | 18    | Giardino di Borgo Allegri               | Il giardino è alquanto singolare nel panorama del centro cittadino, poiché nato dalla presenza degli "orti" di un monastero, quello di San Francesco de' Macci. Della sua antica storia documenta peraltro il pietrino presente sulla facciata secondaria (a guardare questo spazio) della casa attigua e di un tabernacolo posto nella parte interna del giardino, con raffigurata una Annunciazione. All'interno, oltre a una zona attrezzata per i bambini, si trova una lapide posta nell'ottobre del 1992 "in segno di gratitudine dagli anziani del quartiere di S. Croce", dedicata "agli scienziati di tutto il mondo e particolarmente a Fleming e Sabin. Il 20 settembre 2021 il giardino è stato intitolato alla coppia Wanda Lattes (1922-2018), staffetta partigiana e giornalista, e Alberto Nirenstein (1916-2007), combattente della Brigata Ebraica e storico della Shoah. |
|     | 20-22 | Casamento                               | L'edificio si presenta con un fronte su borgo Allegri di tre piani su quattro assi, per poi proseguire con un ulteriore prospetto a guardare il giardino con ingresso dal civico 18. La facciata principale ha finestre ad arco organizzate su un ricorso di pietra che rimanda a tipologie quattro cinquecentesche, ma l'impressione - per quanto sia ovvia l'antica fondazione dell'immobile - è di una riconfigurazione novecentesca ispirata all'antico. Sul fronte dell'edificio, di due piani e su quattro assi, oltre alle finestre centinate che denotano una certa antichità del prospetto, si segnala un riquadro non intonacato, dove doveva apparire lo spazio per una lapide oggi rimossa o non più leggibile. |
|     | 23    | Casa                                    | Una tipica casa popolare del centro cittadino, con un fondaco al piano terra e, in questo caso a destra, un portalino che tramite scala conduce ai piani superiori, per un totale di quattro piani su due assi di finestre ben distanziate, privo di elementi architettonici di interesse. Si segnala la presenza di uno stemma consunto, forse interpretabile come i due bracci incrociati davanti a una croce dell'Ordine francescano. In questo caso la casa sarebbe appartenuta in antico a un convento di questo ordine, forse lo stesso grande convento di Santa Croce, qui vicino. |
|     | 27    | Casa                                    | Anche questa casa presenta i caratteri dell'edilizia popolare antica, tipica delle case cittadine costruite tra XIV e XVIII secolo, sebbene riconfigurato tra Otto e Novecento. Un pietrino sulla facciata, di forma rettangolare e molto abraso, riporta la sigla CVM, tipica dell'oratorio della Concezione della Vergine Maria, istituzione religiosa già in via degli Alfani e oggi scomparsa, che in antico dovette possedere questo edificio. |
|     | 30    | Casa                                    | Sul fronte della casa, entro quella che assomiglia a una buca pontaia, è stata inserita una memoria privata, un ricordo "del geometra Walter Cancelli". |
|     | 31    | Casa dei Tavolaccini                    | Si tratta di un edificio senza particolare rilievo, per quanto di antica fondazione. Da segnalare il pietrino a rotella che timbra l'ingresso, decisamente abraso, ma che sembra raffiguri un braciere dal quale si sviluppa una fiamma. Se la lettura è corretta identificherebbe una proprietà della compagnia della Pietà dei Tavolaccini (altrimenti detta dei Fanti del Rotellino), scarsamente documentata e che probabilmente aveva sede e proprietà immobiliari nella zona di via San Gallo, presso il monastero del Ceppo. Un'ulteriore memoria, questa volta sotto forma di lapide posta dal Comune di Firenze nel settembre 1959, documenta come in questa casa venisse "fraternamente accolto fra l'agosto e il settembre 1859 Giuseppe Mazzini". |
|     | 38    | Casa                                    | La casa è da ricondurre alla tipologia delle case a schiera di origine medievale, con il fronte a due assi e (frutto di una successiva soprelevazione) quattro piani. È presente di un pietrino con un monte a sei cime sostenente una croce caricata di due chiavi decussate, da interpretare come riferibile al monastero di San Pietro a Monticelli. Il pietrino è accompagnato dal numero romano 4 (nella forma IIII), a indicare la posizione dell'immobile nel registro delle possessioni del monastero stessa. La casa è stata oggetto di un intervento di restauro e tinteggiatura del prospetto poco prima del 2012. |
|     | 39    | Casa                                    | L'edificio si presenta con un fronte su borgo Allegri di tre piani su due assi di tipologia riconducibile ad un'antica casa a schiera, con un corpo in soprelevazione di più recente realizzazione. Pur non presentando elementi architettonici di particolare interesse, ha sulla facciata uno scudo con campo piano e vuoto, sagomato secondo modi settecenteschi e fornito inferiormente di un cartiglio ugualmente vuoto. |
|     | 46r   | Casa                                    | L'edificio, posto d'angolo con via dell'Agnolo 51, presenta un fronte su quella strada di una certa estensione (tre piani per quattro assi), con il portone decentrato all'estrema sinistra, a indicare presumibilmente una situazione determinatasi per accorpamento di più antiche case a schiera. Pur non presentando elementi architettonici significativi, dal lato di borgo Allegri (dove l'edificio si sviluppa per due assi) è da segnalare la presenza di un pietrino fortemente eroso e mortificato dall'invadenza di segnali stradali e cavi passanti, sul quale è ancora leggibile la figura stante del Battista. Già indicato come riferibile alla Congregazione di San Giovanni Battista, sulla base di altri due pietrini conservati presso il Museo di San Marco provenienti dalle demolizioni dell’antico centro di Firenze e così catalogati, negli studi condotti da Douglas N. Dow sulla base di puntuali ricerche archivistiche (2006, 2017) si chiarisce in realtà come l'insegna indichi una proprietà della compagnia dei Disciplinati di San Giovanni Battista detta dello Scalzo. In particolare questa avrebbe commissionato il pietrino ad un certo Antonio di Domenico di Giovanlorenzi nel 1594, dato questo non solo chiarificatore ma di estrema importanza per comprendere le modalità con le quali i vari istituti si premunivano di segnare le proprietà immobiliari. Alla luce di questa documentazione sorgono evidenti dubbi anche sulla correttezza del riferimento e quindi dell’identificazione dei pietrini del Museo di San Marco, anche perché questi appaiono di datazione più antica rispetto alla fondazione della Congregazione di San Giovanni Battista, che risale al 1701. |
|     | s.n.  | Casa                                    | La casa in angolo con via dell'Agnolo, lato nord, presenta su Borgo Allegri, all'altezza del primo piano, uno stemma in pietra, oggi pressoché illeggibile. |
|     | 40    | Casa                                    | L'edificio si presenta con un fronte su borgo Allegri attualmente organizzato su quattro piani per due assi, frutto della soprelevazione di una più antica casa a schiera. Pur non presentando elementi architettonici di particolare interesse, sul portalino incorniciato in pietra campeggia uno stemma illeggibile, del tutto rimodellato in tempi recenti e con il corpo vuoto, e poco sopra si trova uno stemma radiato col trigramma di Cristo, fornito di un cartiglio inferiore (illeggibile), simbolo tra l'altro della compagnia del Gesù (avente sede in via Martelli). Potrebbe ricordare l'antico possesso dell'edificio, ma potrebbe anche essere un semplice elemento di devozione, a protezione della casa e dei suoi abitanti. |
|     | 41    | Casa                                    | L'edificio si presenta con un fronte su borgo Allegri attualmente organizzato su cinque piani per due assi, frutto della soprelevazione di una più antica casa a schiera. Al terreno è un pietrino a rotella con una croce fioronata, evidentemente a indicare una proprietà un tempo riconducibile a una istituzione religiosa o a una confraternita, al momento non identificata. |
|     | 43    | Casa                                    | Analogamente ad altre case sulla strada, si trova anche qui un edificio popolare, di quattro piani per due assi, frutto della soprelevazione di una più antica casa a schiera. Anticamente sembra essere stato posseduto da un'istituzione religiosa che riscuoteva il fitto dagli inquilini: la tabella che indica questo possesso è purtroppo consunta e leggibile solo come delle "Monache [di] S. ...A". Per la forma si potrebbe accostare ad acuni pietrini simili in via Palazzuolo, sfortunatamente altrettanto scarsamente leggibili. |
|     | 45    | Casa                                    | L'edificio si presenta con un fronte su borgo Allegri di cinque piani su due assi, privo di elementi architettonici di interesse e comunque riconfigurato tra Ottocento e Novecento. Lo si segnala per la presenza, sull'ingresso all'edificio decentrato a destra, di un pietrino fortemente eroso ma ancora interpretabile come un tempo recante l'insegna dell'oratorio della Concezione (vi si leggono ancora le lettere VM con il relativo segno di abbreviazione e, per quanto riguarda il numero progressivo, solo uno zero finale). |
|     | 48    | Casa                                    | L'edificio si presenta con un fronte su borgo Allegri attualmente organizzato, probabile frutto dell'unificazione di due più antiche casa a schiera. Pur non presentando elementi architettonici di particolare interesse, si segnala l'edificio per la presenza al centro del fronte di uno scudo (con arme riconducibile alla famiglia Antinori) e, al piano superiore, all'estrema sinistra, di un pietrino con l'insegna propria dell'Ordine Francescano (due braccia incrociate, l'una nuda l'altra vestita alla francescana, uscenti da una nube e sostenenti all'incrocio una croce latina), probabilmente riferibile ai frati di Santa Croce. |
|     | 51    | Centro didattico nazionale              | Sulla strada si trova la facciata posteriore del Centro didattico nazionale, insediato nel quattrocentesco palazzo Gerini. Alla metà dell'Ottocento il palazzo era destinato agli uffici della Delegazione di Santa Croce e, successivamente, fu sede del locale Commissariato di Pubblica Sicurezza e di una caserma di Carabinieri. Nel 1938, a seguito dell'intervento di risanamento al quartiere e della nuova sistemazione di piazza dei Ciompi, l'edificio fu sottoposto ad un restauro integrale promosso dal Comune e diretto dall'architetto Ezio Zalaffi (capo dell'Ufficio delle Belle Arti) con la collaborazione di Edoardo Detti, Giorgio Giuseppe Gori e Leonardo Ricci. Gli arredi interni furono invece disegnati da Giovanni Michelucci. Il tutto per rendere il palazzo funzionale quale sede del Centro Didattico Nazionale, inaugurato nel 1941 e tuttora ospitato nei suoi ambienti con la denominazione di Istituto Nazionale di Documentazione per l'Innovazione e la Ricerca Educativa (INDIRE). |

### Tabernacoli

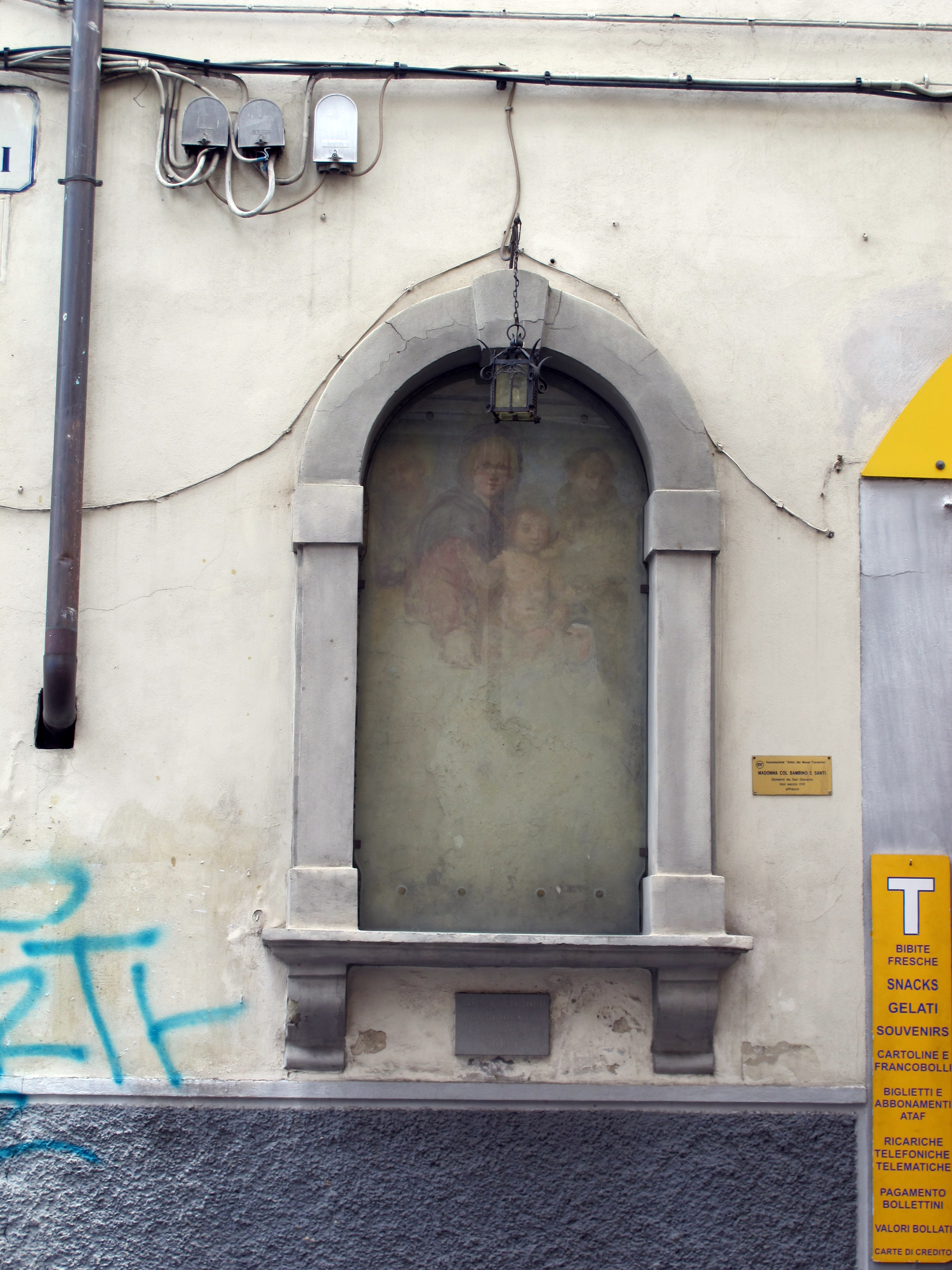
Il tabernacolo di Giovanni da San Giovanni

All'angolo con via Ghibellina si trova un tabernacolo della Madonna col Bambino e santi di Giovanni da San Giovanni. Qui, prima dell'alluvione del 4 novembre 1966, era presente una tavola raffigurante la Sacra Famiglia con san Giovannino attribuita alla scuola del Sodoma che, rimossa per intervenire sui danni provocati dalle acque, portò alla luce l'affresco che oggi si vede; sulle figure, oltremodo consunte e conservate solo nella parte alta, si è intervenuti con un restauro condotto nel 1996 da Laura Lucioli per le cure di Francesca Dei Razzanelli.
Un tabernacolo si trova murato al numero 14, con una semplice terracotta della Madonna col Bambino in stile robbiano, e un altro nel giardino di Borgo Allegri.

Tabernacolo di borgo Allegri prima dell'alluvione
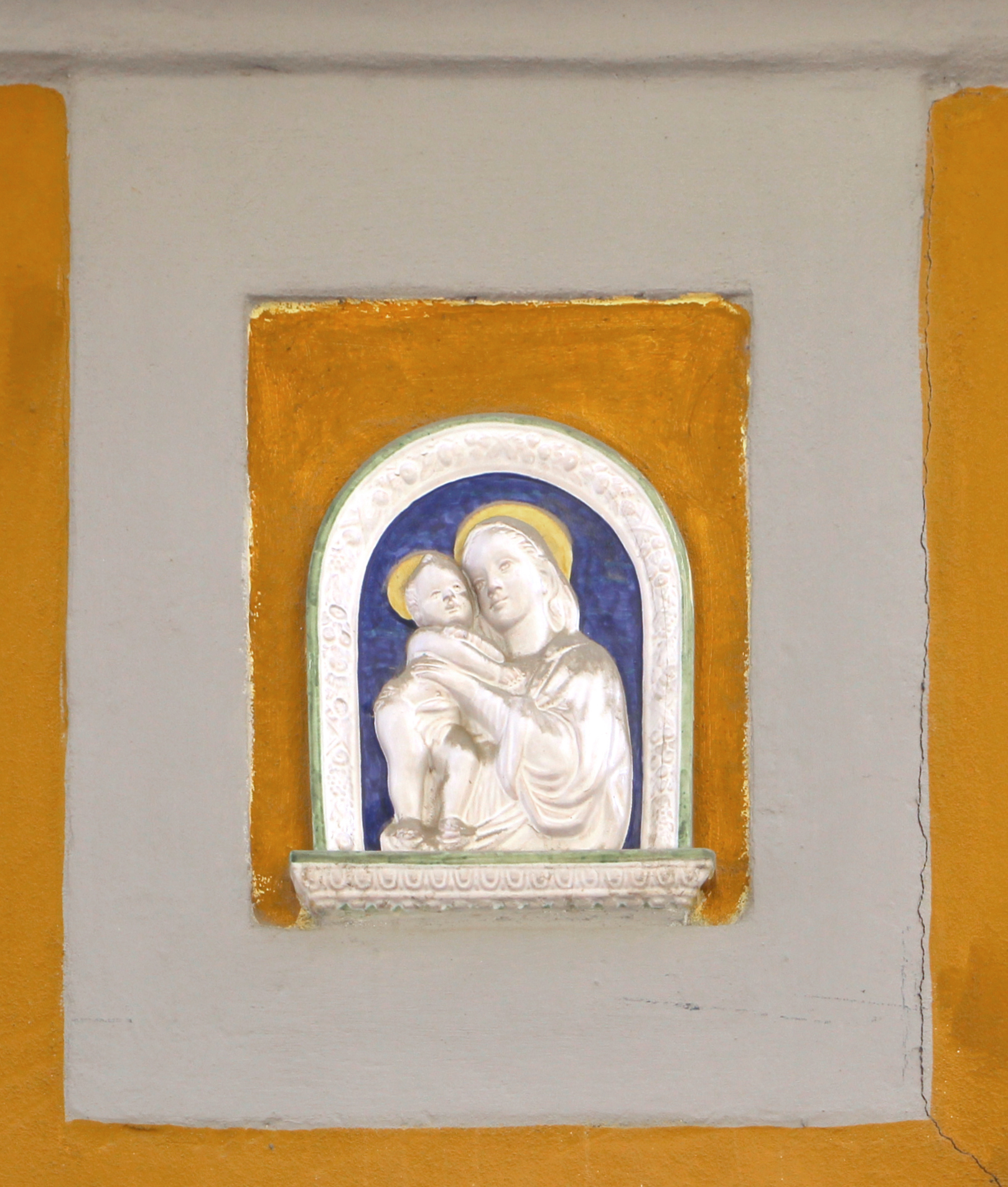
Il piccolo tabernacolo al 14
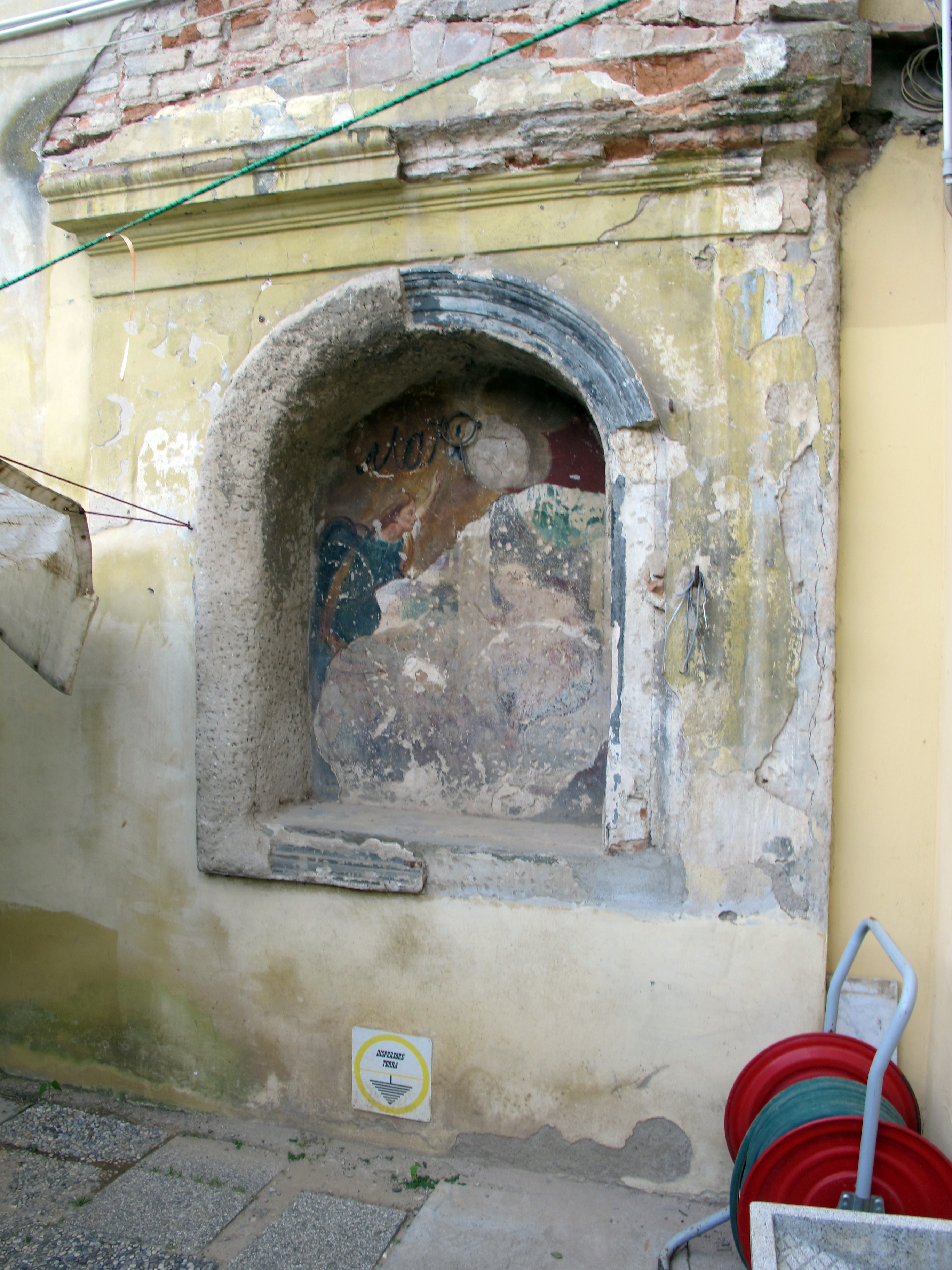
Tabernacolo nel giardino di Borgo Allegri

### Lapidi
La lapide che ricorda la casa di Lorenzo Ghiberti si trova oggi in piazza de' Ciompi. Nelle demolizioni andò perduta la casa di Cimabue, pure dotata di una targa marmorea.
Al 30 una memoria privata:
| IN RICORDO GEOMETRA WALTER CANCELLI |

Al 31 una targa ricorda Giuseppe Mazzini:
| IN QVESTA CASA FV FRATERNAMENTE ACCOLTO FRA L'AGOSTO E IL SETTEMBRE 1859 GIUSEPPE MAZZINI IL COMVNE DI FIRENZE RICORDA L'EVENTO A VN SECOLO DALL'VNITÀ D'ITALIA |

Nel giardino di Borgo Allegri si trova una lapide voluta dagli abitanti del quartiere nel 1992, dedicata ad Alexander Fleming e Albert Sabin:
| RIVOLGIAMO IL NOSTRO RICONOSCENTE PENSIERO AGLI SCIENZIATI DI TUTTO IL MONDO E PARTICOLARMENTE A FLEMING E SABIN CHE CON LE LORO SCOPERTE NEL CAMPO DELLA MEDICINA HANNO CONSENTITO ALL'UMANITà DI VIVERE IN SALUTE E PIÙ A LUNGO. QUESTA LAPIDE IN SEGNO DI GRATITUDINE POSERO GLI ANZIANI DEL QUARTIERE DI S. CROCE IL 10 OTTOBRE 1992 |